# Benjamin Heath
Pour l’article homonyme, voir Heath.
Benjamin Heath (10 avril 1704, Exeter – 13 septembre 1766) est un savant et bibliophile anglais.

## Biographie
Fils d'un riche marchand, il se consacra principalement aux voyages et à sa collection de livres. Il est devenu secrétaire de mairie de Exeter en 1752, et a occupé ce poste jusqu'à sa mort.
En 1763, le ministère de Lord Bute impose une nouvelle taxe. Peu après sa promulgation, Heath publie une brochure intitulée Lees conséquences des nouveaux droits d'accise du cidre et du poiré : le cas du comté de Devon, où il préconise l’abrogation de la taxe du Devonshire sur le cidre. Son apologie conduit au succès trois ans plus tard.
Spécialiste de la littérature classique, sa réputation s'impose par ses critiques et ses études de la métrique des tragiques grecs : il est élevé au rang de docteur honoris causa d’Oxford (Mars 31, 1752).
Il a également laissé des notes manuscrites sur les éditions de Burmann, Martyn, de Virgile, Catulle, sur Euripide, Tibulle, et la majeure partie d'Hésiode. Il signe certaines de ces études du pseudonyme Dexiades Ericius. En réponse à ce qu'il considérait comme le dogmatisme insolent de l'évêque Warburton, il révise le texte de Shakespeare (1765). Opposé par ailleurs au déisme abstrait de Voltaire, de Rousseau et Hume, il publie un « Essai sur la preuve démonstrative de l'existence de Dieu, l'unité et les attributs divins » (1740)
Il est le père du bibliophile Benjamin Heath, directeur de Harrow (1771-1785), qui hérita de sa collection de classiques rares ; et de George Heath, directeur d’Eton (1796).

## Publications
- An essay towards a demonstrative proof of the divine existence, unity and attributes. To which is premised a short defence of the argument commonly called a priori. By Benjamin Heath, Esq (1740, 2010)
- Notae sive lectiones ad tragicorum graecorum veterum: Aeschyli, Sophoclis, Euripidis, quae supersunt dramata deperditorumque relliquias (1762)
- Notae in Aeschyli Persas (1762)
- The Case of the County of Devon: With Respect to the Consequences of the New Excise Duty on Cyder and Perry : Published by the Direction of the Committee Appointed at a General Meeting of that County to Superintend the Application for the Repeal of that Duty (1763)
- A revisal of Shakespear's text: wherein the alterations introduced into it by the more modern editors and critics, are particularly considered ... (1765)
- Essays on Subjects Connected with Civilization

## Sources
- (en) Cet article est partiellement ou en totalité issu de l’article de Wikipédia en anglais intitulé « Benjamin Heath » (voir la liste des auteurs).
- Heath, Benjamin (1704-1766), dans "The Encyclopædia Britannica"
- William Younger Fletcher, Alfred William Pollard, English Book Collectors, 1969